# Referendum in Südafrika 1992
Bei dem Referendum in Südafrika am 17. März 1992 hatten die Abstimmenden darüber zu entscheiden, ob Präsident Frederik Willem de Klerk seine auf eine Abschaffung des Systems der Rassentrennung (Apartheid) in Südafrika zielende Politik fortsetzen sollte. Abstimmungsberechtigt waren ausschließlich Weiße. Im Ergebnis sprach sich eine deutliche Mehrheit von knapp 69 Prozent der Abstimmenden für eine Unterstützung der Politik de Klerks aus.

## Vorgeschichte
Die Parlamentswahl in Südafrika 1989 war durch die Nationale Partei unter F. W. de Klerk gewonnen worden. Vor der Wahl hatte de Klerk angekündigt, dass er den Prozess in Richtung Abschaffung der Apartheid auf dem Verhandlungsweg weiter vorantreiben wolle. Nach der Wahl kündigte de Klerk an, dass der prominenteste politische Gefangene des Apartheid-Regimes, Nelson Mandela bedingungslos freigelassen würde, was am 11. Februar 1990 auch geschah. Die Todesstrafe wurde suspendiert und das gegen internationales Recht unter südafrikanischer Herrschaft stehende Südwestafrika wurde am 21. März 1990 unter dem Namen Namibia ein unabhängiger Staat. Im Mai 1990 trat die Regierung de Klerk in offizielle Verhandlungen mit dem bisher verbotenen African National Congress (ANC) ein, der ANC erklärte einen Waffenstillstand und seitens der Regierung wurde der Ausnahmezustand aufgehoben. Allerdings stieß die Politik de Klerks bei der bisher privilegierten weißen Bevölkerung nicht auf einhellige Zustimmung. Ende 1991 und Anfang 1992 unterlag die National Party in mehreren Nachwahlen der oppositionellen Konserwatiewe Party. Von Seiten der politischen Gegner de Klerks wurde argumentiert, dass die National Party offensichtlich ihr Mandat zu Verhandlungen mit dem ANC verloren habe. Daraufhin kündigte der Staatspräsident ein Referendum über seine Politik an.
Die Frage, über die zu entscheiden war, lautete:

„Ondersteun u die voortsetting van die hervormingsproses wat die Staatspresident op 2 Februarie 1990 begin het en wat op ‘n nuwe grondwet deur onderhandeling gemik is?“

“Do you support continuation of the reform process which the State President began on 2 February 1990 and which is aimed at a new Constitution through negotiation?”

„Unterstützen Sie die Fortsetzung des Reformprozesses, den der Staatspräsident am 2. Februar 1990 begonnen hat und der darauf abzielt eine neue Verfassung über Verhandlungen zu schaffen?“

## Ergebnisse nach Regionen

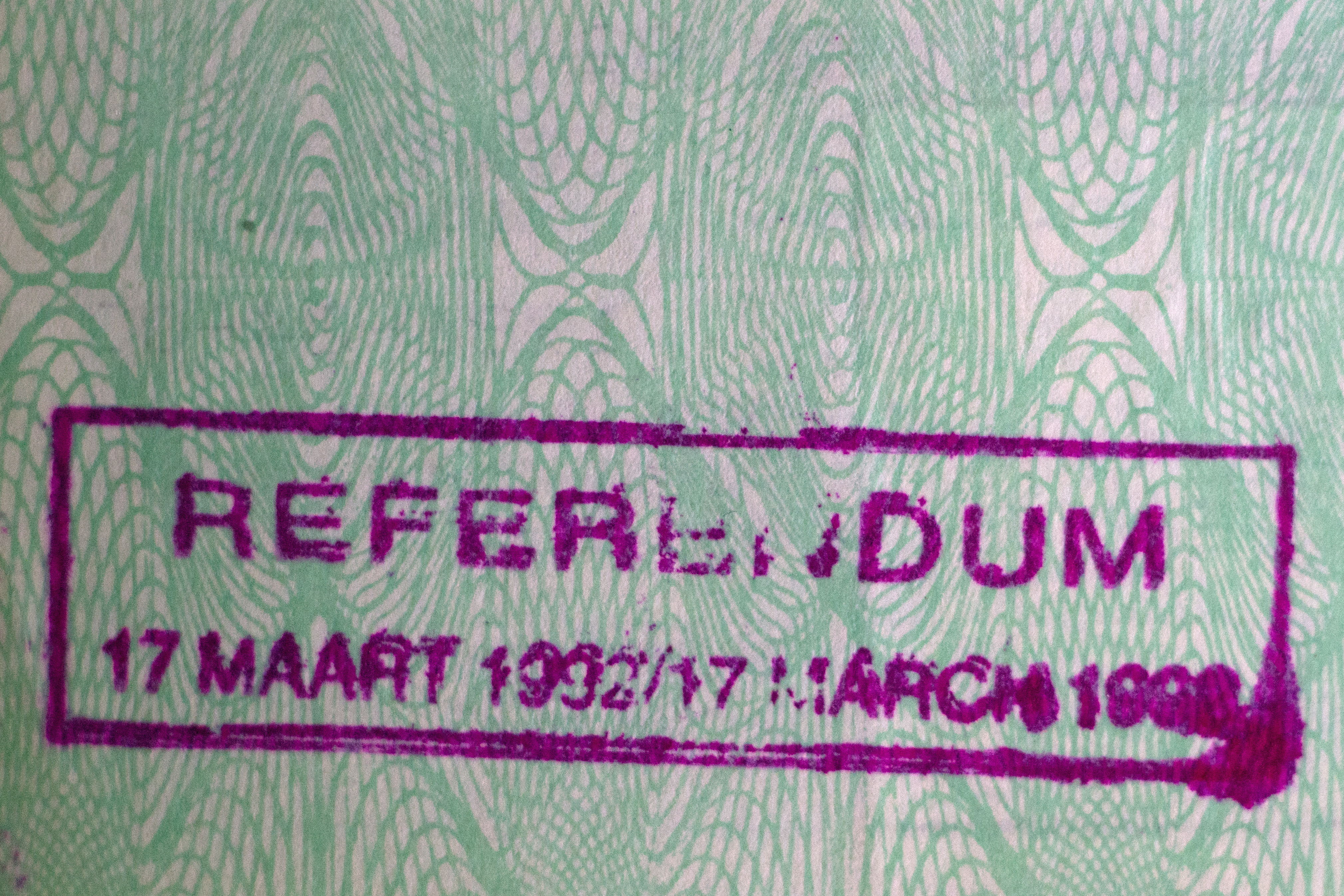
Ein Stempel in einem südafrikanischen Pass über die Teilnahme am Referendum

Landesweit ergab sich in fast allen Regionen ein überwiegendes ‚Ja‘-Votum. Nur im ländlichen Bezirk Pietersburg im nördlichen Transvaal überwogen die ‚Nein‘-Stimmen mit 57 Prozent. Die Wahlbeteiligung betrug 85,1 Prozent. Somit hatte auch eine Mehrheit der Wahlberechtigten (d. h. einschließlich der Nichtwähler) mit ‚Ja‘ gestimmt.
| Provinz          | Gebiet           | Ja        | Ja    | Nein    | Nein  | Gültige Stimmen |
| Provinz          | Gebiet           | Stimmen   | %     | Stimmen | %     | Gültige Stimmen |
| ---------------- | ---------------- | --------- | ----- | ------- | ----- | --------------- |
| Kapprovinz       | Beaufort West    | 18.941    | 61,62 | 11.798  | 38,38 | 30.739          |
| Kapprovinz       | Kapstadt         | 355.527   | 84,88 | 63.325  | 15,12 | 418.852         |
| Kapprovinz       | East London      | 66.675    | 78,28 | 18.498  | 21,72 | 85.173          |
| Kapprovinz       | George           | 40.075    | 65,39 | 21.211  | 34,61 | 61.286          |
| Kapprovinz       | Kimberley        | 33.504    | 54,48 | 27.993  | 45,52 | 61.497          |
| Kapprovinz       | Port Elizabeth   | 87.216    | 74,46 | 29.909  | 25,54 | 117.125         |
| Natal            | Durban           | 204.371   | 85,03 | 35.975  | 14,97 | 240.346         |
| Natal            | Pietermaritzburg | 66.500    | 75,98 | 21.023  | 24,02 | 87.523          |
| Oranje-Freistaat | Bloemfontein     | 58.066    | 58,60 | 41.017  | 41,40 | 99.083          |
| Oranje-Freistaat | Kroonstad        | 54.531    | 51,54 | 51.279  | 48,46 | 105.810         |
| Transvaal        | Germiston        | 164.025   | 65,38 | 86.844  | 34,62 | 250.869         |
| Transvaal        | Johannesburg     | 324.686   | 78,30 | 89.957  | 21,70 | 414.643         |
| Transvaal        | Pietersburg      | 37.612    | 43,02 | 49.820  | 56,98 | 87.432          |
| Transvaal        | Pretoria         | 287.720   | 57,37 | 213.825 | 42,63 | 501.545         |
| Transvaal        | Roodepoort       | 124.737   | 52,44 | 113.145 | 47,56 | 237.882         |
| Südafrika gesamt | Südafrika gesamt | 1.924.186 | 68,73 | 875.619 | 31,27 | 2.799.805       |

Ergebnisse des Referendums nach Regionen

In seiner Rede nach dem Wahlsieg formulierte de Klerk:

“The White electorate has reached out, through this landslide win for the YES vote, to all our compatriots, to all other South Africans and the message of this referendum is: Today, in a certain sense, is the real birthday of the new South African nation.”

„Die weiße Wählerschaft hat mit diesem erdrutschartigen Sieg des JA-Votums die Hand ausgestreckt zu allen Landsleuten, zu allen anderen Südafrikanern und die Botschaft dieses Referendums ist: Heute ist gewissermaßen der wirkliche Geburtstag einer neuen Nation Südafrika.“

Die weiteren Verhandlungen mit dem ANC führten schließlich zu einer Einigung über die ersten allgemeinen Wahlen, bei denen alle Bevölkerungsteile Südafrikas wahlberechtigt waren. Diese Wahlen fanden am 27. April 1994 statt und wurden durch den ANC mit knapp zwei Drittel der Stimmen gewonnen.